# Сепаратор для яиц
Сепаратор для яиц — кухонное приспособление для отделения яичного желтка от белка. Отделить желток от белка часто требуется в кулинарии при приготовлении многих блюд. Сепаратор для яиц выглядит как чашечка диаметром около 85 мм в верхней части, имеющая две горизонтальные прорези на высоте 1 см от дна. Изготавливается из алюминия, фаянса, фарфора и пластика. Яйцо аккуратно, чтобы не повредить желток, разбивают в чашечку, яичный белок сливают через прорези в подставленную посуду, а желток задерживается на донышке чашечки.